# من کوبا هستم

من کوبا هستم (Soy Cuba) نام یک فیلم سینمایی مشهور در مورد کوبا و درد و رنج مردم پیش از سقوط باتیستا و روی کارآمدن فیدل کاسترو است.
فیلم مزبور در سال ۱۹۶۴ تهیه شده، سیاه ـ سفید است و گفته شده یکی از شاهکارهای سینمای جهان است.
فیلم من کوبا هستم را که با کمک دولت شوروی (سابق) و شرکت بیش از ۱۰۰۰ نفر از ارتش آن کشور (به عنوان بازیگر در نقش سیاهی لشکر و…) تهیه شد، میخائیل کالاتوزف کارگردانی کرده‌است.
«انریکه پی‌نِدا بارنِت» و «یوگنی یوتوشِن‌کو» آنرا نوشته‌اند، «نینا گلا گولووا» تدوین نموده و سرگئی اوروسیفسکی فیلمبرداری کرده‌است.
بازیگران اصلی در این فیلم، سرهیوکوربه‌ری، سالوادور وود، خوسه گال‌یاردو ـ و، رائول گارسیا هستند.
از جمله ویژگی‌های این فیلم این است که دوربین بسیار حساب شده محتوا را همراهی می‌کند و انتخاب لنز، زاویه، حرکت آن بسیار تأثیرگذار است. به علاوه، کادربندی‌ها بسیار دقیق هستند و مونتاژ در اکثر مواقع به لحاظ ریتم در خدمت کلیت اثر است.
فیلم من کوبا هستم (سُوی کوبا) Soy Cuba به دلیل استفاده از دوربین‌های فوق‌العاده قوی و مادون قرمز که در اختیار ارتش شوروی بود و در این فیلم از آن استفاده شده، صحنه‌های بسیار زیبایی دارد.
به دلیل سیاست دولتهای بزرگ در دوران جنگ سرد و تقابل رژیم‌های سرمایه‌داری با سوسیالیستی و بیشتر برای در انزوا نگاه داشتن کوبا، این فیلم زیبا در غرب به عمد ناشناخته ماند.
حدود ۳۰ سال پیش در آمریکا محافل خصوصی هنری به نمایش گذاشتند اما پخش آن برای عموم ممنوع بود. هنرمندان بزرگی از جمله «فرانسیس فورد کاپولا» و «مارتین اسکورسزی» نقش زیادی در معرفی این فیلم داشتند.
از سال ۱۹۹۰ به بعد، بدنبال روی کارآمدن میخائیل گورباچف و دوران تازه در سیاست جهانی، فیلم من کوبا هستم نیز از غربت به درآمد و امکان اکران عمومی یافت.
در محافل هنری جهان، از برخی صحنه‌های زیبای فیلم مزبور به عنوان کار هنری عالی یاد شده‌است.

## داستان فیلم
در فیلم من کوبا هستم ۴ واقعه که به نوعی بهمدیگر ارتباط دارند، به تصویر کشیده شده‌است.
هر بخش فیلم وجهی از آسیب‌های اجتماعی جامعه کوبا را در دوره باتیستا برجسته می‌کند.
بخش نخست، تصویرگر عیش و نوش گردشگران مرفه آمریکایی در هتل‌ها، بارها و کازینوهای کوبا و از سوی دیگر، زندگی در فلاکت و بدبختی مردم بومی است که آنان را به منجلاب فساد و فحشا می‌کشد.
این قسمت حضور آمریکایی‌های خوشگذران و تاجرمنش را نشان می‌دهد که به کوبا تنها به چشم یک روسپی‌خانه نگاه می‌کنند.
دختر پاکی به نام ماریا که قرار است به زودی با جوانی میوه فروش ازدواج کند، از سر تنگدستی ناچار می‌شود خودفروشی کند و…
در صحنه دوم، حضور کمپانی‌های آمریکایی که خود را صاحب اختیار مزارع کوبا می‌دانند به تصویر کشیده شده که برای تصاحب هرچه بیشتر زمینهای نیشکر، به آزار کشاورزان کوبایی روی می‌آورند و مقاومت دهقانان کوبایی را نشان می‌دهد.
این قسمت داستان کشاورزی است که وقتی می‌بیند طلبکارش، زمین و حتی خانه او را فروخته‌است، سر به عصیان می‌گذارد و همه را به آتش می‌کشد.
در صحنه سوم هاوانا و شورش دانشجویان را می‌بینیم و نقش فیدل کاسترو و دانشجویان معترض دولت، برجسته می‌شود…
در این بخش قیام دانشجویان و راهپیمایی آنان از بالای پلکان دانشگاه هاوانا به پایین پلکان که نیروهای پلیس گارد گرفته‌اند به لحاظ هدایت جمعیت و فیلمبرداری بسیار قابل توجه است.
آخرین بخش (اپیزود)، داستان مرد صلح جویی است که با بمباران هوایی نیروهای ارتش باتیستا فرزند کوچکش را از دست می‌دهد وخودش به نیروهای انقلابی می‌پیوندد.
این صحنه رزمندگان کوبا را نشان می‌دهد که برای نبرد با رژیم باتیستا به کوه و جنگل زده با عبور از کوه‌های سیرا مائسترا برای تسخیر پایتخت آماده می‌شوند.
رزمندگان در مسیر خود به کلبه دهقانان رسیده و با یک روستایی که ابتدا آنها را از خود می‌راند و سرانجام به آنان می‌پیوندد، برخورد می‌کنند…